# Washir (huyện)
Washer là một huyện thuộc tỉnh Helmand, Afghanistan. Dân số thời điểm năm 1999 là 12,841 người.